# Augustijnenklooster (Hasselt)

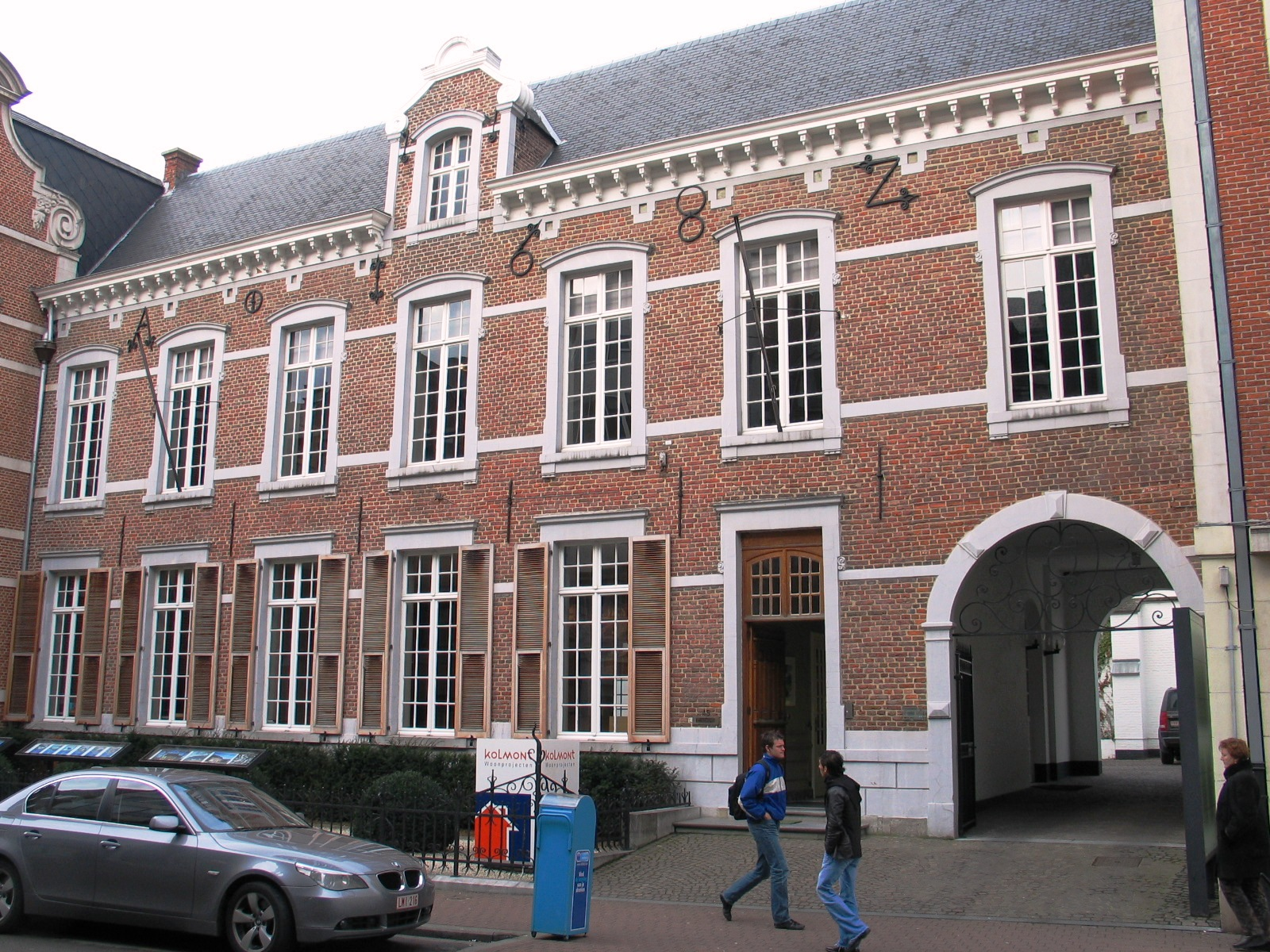
Augustijnenklooster

Het Augustijnenklooster in Hasselt werd in de 1236 gesticht toen de augustijnen zich hier vestigden. Het is inmiddels grotendeels afgebroken.
Het klooster lag tussen de huidige Kapelstraat, Maagdendries en Havermarkt. Op de Havermarkt is nog de gevel te zien van het gedeelte waar de priorij en de bibliotheek waren ondergebracht (zie foto).
De kerk, aan de Kapelstraat gelegen, werd op het einde van de 17e, begin 18e eeuw gebouwd. Diederik van Heinsberg vond hier zijn laatste rustplaats nadat de abdis van de abdij van Herkenrode zijn teraardebestelling in Herkenrode had geweigerd.
Ook hier stichtten de augustijnen een college dat naam en faam had. In de woonkern Runkst is er een Augustijnenstraat die verwijst naar de boerderij die aan het klooster in Hasselt toebehoorde. Ze lag aan de Runksterkiezel, dicht bij de grens met Kuringen.
De Fransen verkochten het klooster in 1797.